# لاتينية العصور الوسطى
لاتينية العصور الوسطى أو لاتينية قروسطية هي إحدى صور اللغة اللاتينية التي استخدمت في العصور الوسطى، كلغة يتداولها العلماء وكلغة مقدسة داخل الكنيسة الرومانية الكاثوليكية في العصور الوسطى، واستخدمت أيضًا كلغة لتدوين العلوم والآداب والقوانين والإدارة. ورغم أن معظم مستخدميها من رجال الدين، إلا أنها تختلف عن اللاتينية الكنسية التي كانت تستخدم في العصور الوسطى. ولا يُعرف على وجه التحديد متى انتهى استخدام اللاتينية القديمة، واستخدمت فيه لاتينية العصور الوسطى.
لاتينية العصور الوسطى (أو اللاتينية القروسطية) هي اللغة اللاتينية المُستَخدَمة في أوروبا الغربية الرومانية الكاثوليكية في العصور الوسطى. وكانت اللغة المكتوبة الرئيسية في تلك المنطقة، رغم أن اللغات المحلية كانت مكتوبة أيضًا بدرجات متفاوتة. كانت اللغة اللاتينية الوسيلة الرئيسية للتبادل العلمي، واللغة المقدسة للكنيسة، واللغة العملية للعلم، والأدب، والحقوق، والإدارة.
كانت لاتينية العصور الوسطى في جوهرها بمثابة استمرارية للاتينية الكلاسيكية واللاتينية المتأخرة، لكن مع تحسينات في مفاهيم جديدة بالإضافة إلى تكامل متزايد في المسيحية. رغم وجود بعض الاختلافات ذات المعنى عن اللاتينية الكلاسيكية، لم يعتبرها كُتَّاب العصور الوسطى لغة مختلفة بشكل رئيسي. ما من إجماع عام على حد دقيق للفصل بين انتهاء اللاتينية المتأخرة وبدء لاتينية العصور الوسطى. تبدأ بعض الاستبيانات العلمية مع انطلاقة اللاتينية الكنسية في منتصف القرن الرابع الميلادي، وتبدأ استبيانات أخرى حوالي العام 500 ميلادي، بينما لم يبدأ بعضها حتى عام 900 ميلادي عند استبدال اللاتينية المتأخرة المكتوبة باللغات الرومانسية المكتوبة.
غالبًا ما يستخدَم مصطلحي لاتينية العصور الوسطى واللاتينية الكنسية بشكل مترادف، رغم أن بعض العلماء يقرون بوجود اختلافات بينهما. إذ تشير اللاتينية الكنسية إلى اللغة اللاتينية التي كانت مُستَخدَمة من قبل الكنيسة الرومانية الكاثوليكية بشكل خاص، بينما يشير مصطلح لاتينية العصور الوسطى بشكل أوسع إلى كل الأشكال (المكتوبة) للغة اللاتينية المُستَخدَمة في العصور الوسطى. لطالما تمت الإشارة إلى اللغات الرومانسية المحكية في العصور الوسطى باسم اللاتينية، لأن جميع اللغات الرومانسية تنحدر من اللاتينية العامية نفسها.

## التأثيرات
اللاتينية المسيحية
احتوت اللغة اللاتينية في العصور الوسطى على عدد كبير من المفردات المُستعارة من مصادر أخرى. وتأثرت بشكل كبير بلغة الفولغاتا التي تضمنت العديد من الميزات الغريبة على اللاتينية الكلاسيكية التي نتجت عن الترجمات المباشرة من اللغتين الإغريقية والعبرية، لم تعكس هذه الميزات الغريبة مفردات الأصل فقط بل القواعد والنحو أيضًا. زودت اللغة الإغريقية المسيحية بمعظم المفردات التقنية. كانت اللغات الجرمانية العديدة التي تحدثت بها القبائل الجرمانية التي غزت جنوب أوروبا مصادر رئيسية للكلمات الجديدة أيضًا. أصبح القادة الجرمانيون حكامًا لأجزاء من الإمبراطورية الرومانية التي غزوها، واستُعيرت كلمات من لغتهم بحرية وأُضيفت إلى مفردات الحقوق. استُبدلت الكثير من الكلمات العادية الأخرى عن طريق صياغة كلمات جديدة من اللاتينية العامية والمصادر الجرمانية لأن الكلمات اللاتينية الكلاسيكية لم تعد مُستَخدَمة.
انتشرت اللاتينية وصولًا إلى مناطق مثل أيرلندا وألمانيا أيضًا، حيث لم تكن اللغات الرومانسية محكية، ولم يحكمها الرومان قط. أثرت الأعمال المكتوبة في تلك المناطق، حيث كانت اللاتينية لغة مُتَعَلَّمة ولم تكن مرتبطة باللغة العامية المحلية، على مفردات ونحو لاتينية العصور الوسطى.
استُخدمت اللغة اللاتينية للتواصل في موضوعات مثل العلوم والفلسفة، بما فيها نظرية الحجاج والأخلاقيات (ما قبل القانون)، أصبحت المفردات اللاتينية التي طُوِرت من أجل هذه الموضوعات مصدر العديد من الكلمات التقنية في اللغات الحديثة. تحمل كلمات إنجليزية مثل التجريد (بالإنجليزية: Abstract)، وموضوع (بالإنجليزية: Subject)، ويتواصل (بالإنجليزية: Communicate)، ومادة أو مسألة (بالإنجليزية: matter)، مُحتَمَل (بالإنجليزية: Probable) والألفاظ القريبة منها في لغات أوروبية أخرى المعنى الذي مُنح لها في لاتينية العصور الوسطى.

### اللاتينية العامية
كان تأثير اللاتينية العامية واضحًا أيضًا في القواعد النحوية الخاصة ببعض كُتَّاب اللغة اللاتينية في العصور الوسطى، رغم أن للغة اللاتينية الكلاسيكية حافظت على مكانة عالية، ودُرِست كنماذج للتعبير الأدبي. تزامنت ذروة تطور لاتينية العصور الوسطى كلغة أدبية مع عصر النهضة الكارولنجية، والتي هي ولادة جديدة للتعليم انطلقت في كنف شارلمان ملك الفرنجة. كان ألكوين الوزير اللاتيني لشارلمان وكاتبًا مهمًا لحسابه الخاص، أدى تأثيره إلى ولادة جديدة للأدب والتعلم اللاتيني بعد فترة إحباط تلت التفكك الأخير لسلطة الإمبراطورية الرومانية الغربية.
رغم أن اللغة اللاتينية كانت تتطور إلى اللغات الرومانسية، لكنها بحد ذاتها بقيت متحفظة جدًا، لأنها لم تعد لغة أصلية وكان هنالك العديد من كتب القواعد القديمة والتي تعود إلى العصور الوسطى ولا تتفق على شكل معياري واحد. من ناحية أخرى، لم يكن يوجد شكل واحد للغة اللاتينية القروسطية. كان كل الكُتَّاب اللاتينيين في فترة العصور الوسطى يتحدثون اللاتينية كلغة ثانية، بدرجات متفاوتة من الطلاقة ومعرفة النحو. على أي حال، فقد تأثرت المفردات والقواعد بلغة الكاتب الأصلية. كان هذا الأمر صحيحًا بالخصوص ابتداءًا من نحو القرن الثاني عشر، بعد ذلك أصبحت اللغة فاسدة بشكل متزايد: أظهرت الوثائق المكتوبة باللاتينية القروسطية من قبل ناطقين باللغة الفرنسية تشابهًا مع مفردات اللغة الفرنسية في العصور الوسطى وقواعدها، كما أظهرت الوثائق التي كتبها مؤلفون ألمان تشابهًا مع اللغة الألمانية. على سبيل المثال، بدلًا من اتباع القاعدة اللاتينية الكلاسيكية التي تنص على وضع الفعل في نهاية الجملة، كان كُتَّاب العصور الوسطى يتبعون قواعد لغاتهم الأصلية. وبينما لم تحتوي اللغة اللاتينية على أدوات للتعريف أو التنكير، استخدم كُتَّاب العصور الوسطى أشكال من كلمة «واحد» اللاتينية اونوس (unus) كأداة للتنكير، وأشكال من كلمة إللي وتعني «هذا» (باللاتينية: ille) (انعكاسًا لاستخدامها في اللغات الرومانسية) كأداة تعريفية، أو حتى كويدام (باللاتينية: quidam) (وتعني «شيئًا محددًا» في اللاتينية الكلاسيكية) كشيء يشبه أداة التعريف. وعلى عكس اللاتينية الكلاسيكية، حيث كانت فعل الكون (باللاتينية: esse) الفعل المساعد الوحيد، من الممكن أن يستخدم كُتَّاب لاتينية العصور الوسطى فعل الملكية (باللاتينية: habere) كفعل مساعد، بما يشبه بنية اللغات الجرمانية والرومانسية. استُبدلت صيغ المصادر والنصب في اللغة اللاتينية الكلاسيكية عادًة بعبارة تابعة مرتبطة بها عن طريق استخدام كلمة «التي» أو «الذي» (باللاتينية: quod or quia). وهذا متطابق تقريبًا، على سبيل المثال، مع استخدام كلمة «الذي» (بالفرنسية que) في بنى مشابهة في اللغة الفرنسية.
في كل العصور بدءًا من القرن الثامن، كان هناك كُتَّاب متعلمين (خصوصًا في الكنيسة) على معرفة بنحو اللاتينية الكلاسيكية يعرفون أن هذه الأشكال والاستخدامات كانت «خاطئة»، وقاوموا استخدامها. بالتالي، تجنب علماء لاهوت مثل القديس توما الأكويني، أو المؤرخين الكهنوتيين الضليعين مثل وليم الصوري معظم الميزات المذكورة سابقًا، وأظهروا أثر الفترة في المفردات والتهجئة وحدهما، تُعتبر الميزات المذكورة أكثر استخدامًا في لغة المحامين (مثل كتاب ونشيستر الإنجليزي في القرن الحادي عشر)، والأطباء، والكتاب التقنيينن، والمؤرخين العلمانيين. لكن استخدام quod في العبارات التابعة كان شائعًا بالخصوص، واستخدم على جميع المستويات.

## لاتينية العصور الوسطى والحياة اليومية
فُصلت لاتينية العصور الوسطى عن اللاتينية الكلاسيكية قرابة العام 800 ميلادي، وفي تلك الفترة لم تعد تُعتبر جزءًا من اللغة المُستخدمة في الحياة اليومية. أصبحت اللاتينية المحكية مستخدمة بشكل رئيسي من قبل مثقفي الطبقة العليا، وحتى في تلك الفترة لم تكن تُستخدَم في المحادثات العادية. وكمثال عن هؤلاء الرجال لدينا رجال الكنيسة الذين كانوا يقرأون اللاتينية لكن لم يتمكنوا من التحدث بها جيدًا. كانت استخدام اللاتينية في الجامعات مخططًا له في المحاضرات والمناظرات الجامعية، ولكنّ الطلاب كانوا يُنصَحون بشدة باستخدامها في محادثاتهم. تمت المحافظة على هذه العادة بسبب القوانين فقط. كان أحد أغراض اللغة اللاتينية، وهو الكتابة، ما يزال مستخدمًا، وذلك بشكل رئيسي في المعاملات التجارية العقارية ولتتبع المرافعات المُقامة في المحكمة. حتى في ذلك الوقت، استخدم الأشخاص في الكنائس اللاتينية أكثر من الآخرين. في هذا الوقت، كانت فائدة اللغة اللاتينية للناس قليلةً، لكنها كانت لا تزال تُستخدم بشكل منتظم في الثقافة الكنسية.